# Escape to Victory
Escape to Victory is een Amerikaanse sport- en oorlogsfilm, die geregisseerd werd door John Huston en ook bekendstaat onder de naam "Victory". De film kwam op 30 juli 1981 uit in de VS. De hoofdrollen worden onder anderen vertolkt door Sylvester Stallone, Pelé, Michael Caine en Max von Sydow. De film is gebaseerd op het waargebeurde verhaal van de dodenwedstrijd.

## Verhaal
We schrijven het jaar 1943. De oorlogsmachine draait op volle toeren. In Duitsland worden geallieerde officieren uit verschillende landen gevangen gehouden in een kamp. De verveling slaat snel toe en om de tijd te doden spelen ze voetbal. Michael Caine speelt oud-profvoetballer kapitein John Colby. Colby leidt het team en doet dat zo goed dat ze de aandacht trekken van de Duitse majoor Von Steiner (Von Sydow). Von Steiner stelt voor een wedstrijd te organiseren tussen de gevangenen en de bewakers. Het plan pakt echter nog veel groter uit, want de Duitsers willen dat Caine en de zijnen, bij wijze van propagandastunt, tegen het nationale team van Duitsland gaan spelen. De wedstrijd dient gespeeld te worden in Parijs, maar de gevangenen hebben andere plannen. Zij willen een ontsnappingspoging ondernemen om zo de Duitsers voor gek te zetten.

## Rolverdeling
| Acteur                 | Personage                |
| ---------------------- | ------------------------ |
| Sylvester Stallone     | kapitein Robert Hatch    |
| Michael Caine          | kapitein John Colby      |
| Max von Sydow          | majoor Karl von Steiner  |
| Carole Laure           | Renée                    |
| Tim Pigott-Smith       | Rose                     |
| Jean-François Stévenin | Claude                   |
| George Mikell          | de commandant            |
| Pelé                   | korporaal Luis Fernandez |
| Bobby Moore            | Terry Brady              |
| Osvaldo Ardiles        | Carlos Rey               |
| Co Prins               | Pieter Van Beck          |
| Paul Van Himst         | Michel Fileu             |

## Achtergrondinformatie
Veel bekende voetballers spelen in deze productie. Zo zijn te zien: Pelé, Bobby Moore, de Argentijn Osvaldo Ardiles, de Belg Paul Van Himst, de Nederlander Co Prins, de Pool Kazimierz Deyna, de Noor Hallvar Thoresen, de Engelsman Mike Summerbee, de Engelsman Russell Osman, de Schot John Wark, de Deen Søren Lindsted en Kevin O'Callaghan. 
Stallone speelt de rol van de doelman. Hij vond dat hij de ster van de film was en daarom het winnende doelpunt mocht maken. De niet-Amerikaanse acteurs hebben hem uiteindelijk kunnen duidelijk maken hoe zeldzaam het is dat een doelman een doelpunt maakt. Vandaar dat de strafschop in het scenario is geschreven.